# Torres de Santa Cruz
Les Torres de Santa Cruz sont deux tours situées dans la ville de Santa Cruz de Tenerife (îles Canaries, Espagne). La Tour I a été construite en 2004 et la Tour II en 2006.
Avec une hauteur de 120 mètres, elles sont les plus hauts bâtiments de la ville et des îles Canaries. Jusqu'en 2010, elles étaient également les plus hauts bâtiments d'habitation en Espagne.

## Les bâtiments
Le complexe se compose de deux tours jumelles de 41 753 mètres carrés, dont 9 613 mètres souterrains et 32 140 mètres carrés. Une particularité est que ces bâtiments n'ont pas été construits en même temps. La tour I a été achevée en 2004 et la tour II en 2006, bien que le remodelage du site ait commencé en 2001. Après les attentats du 11 septembre, la construction des tours de Santa Cruz a été paralysée pendant quelques années. La Tour I a été construite par Ferrovial, tandis que la Tour II a été construite par Candesa.
Les plaques d'acier originales qui devaient être utilisées pour le revêtement des bâtiments ont dû être remplacées par des plaques plus résistantes à la suite de la tempête tropicale Delta en novembre 2005, les plaques de la tour I (la tour II il était encore en construction) ils se sont précipités dans la rue à cause de fortes rafales de vent (ils ont atteint jusqu'à 140 km/h sur la côte). Cela a motivé la tour II, lors de sa construction, elle a été recouverte d'un système de plaques en acier inoxydable avec un ancrage plus renforcé qu'avant et avec une fixation beaucoup plus résistante. Par la suite, une couverture similaire a été installée sur la façade de la tour I, qui avait subi la force de l'ouragan.
Les Torres de Santa Cruz sont considérés comme un symbole de la ville, à côté de l'Auditorium de Tenerife, et comme deux des meilleurs emblèmes du développement économique des îles Canaries. Précisément l'auditorium à côté de ces deux tours.

## Enregistrements
- Ce sont les plus hauts gratte-ciels de la ville de Santa Cruz de Tenerife et des îles Canaries.

- Entre 2004 et 2010, ils étaient le plus haut bâtiment résidentiel en Espagne[1], actuellement le troisième dans cette catégorie.

- Ce sont les tours jumelles les plus hautes d'Espagne (6 mètres plus haut que les tours Kio de Madrid).

- Ils sont les premiers bâtiments dans les îles Canaries à avoir une paire de grandes antennes.

- Ce sont les bâtiments les plus hauts d'Espagne au large de la péninsule Ibérique.

- Ils ont été les premiers bâtiments dans les îles Canaries, qui sont entrés dans la liste des plus hauts gratte-ciel de l'Espagne.

## Dans la culture populaire
- Dans le film Rambo: Last Blood de 2019, tourné en partie à Santa Cruz de Tenerife, il y a plusieurs séquences panoramiques de la ville où se distinguent les Torres de Santa Cruz et l'Auditorium de Tenerife[5].

- En 2022, certaines scènes de la série américaine Jack Ryan ont été tournées dans les Torres de Santa Cruz[6].

## Galerie de photos

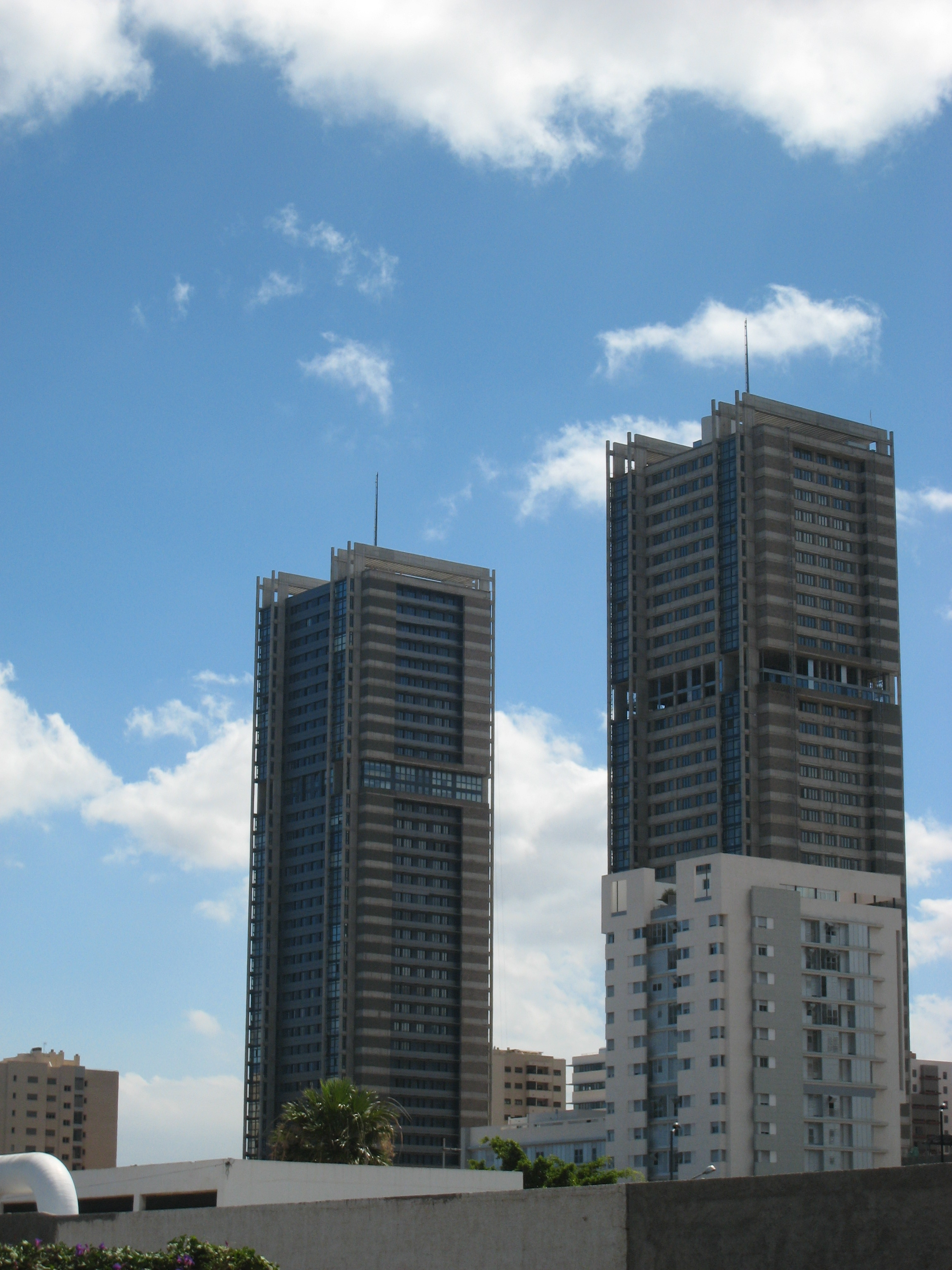
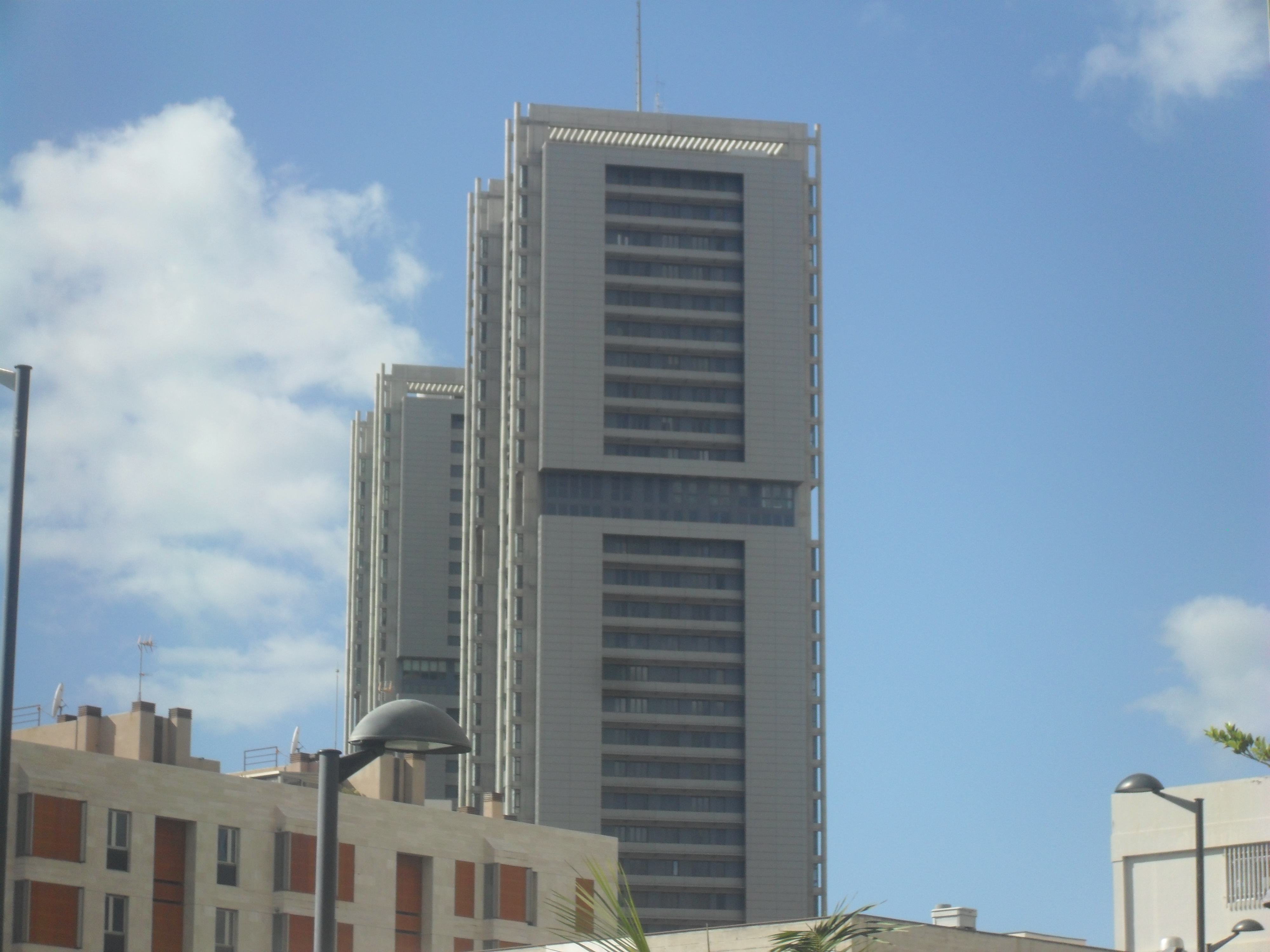
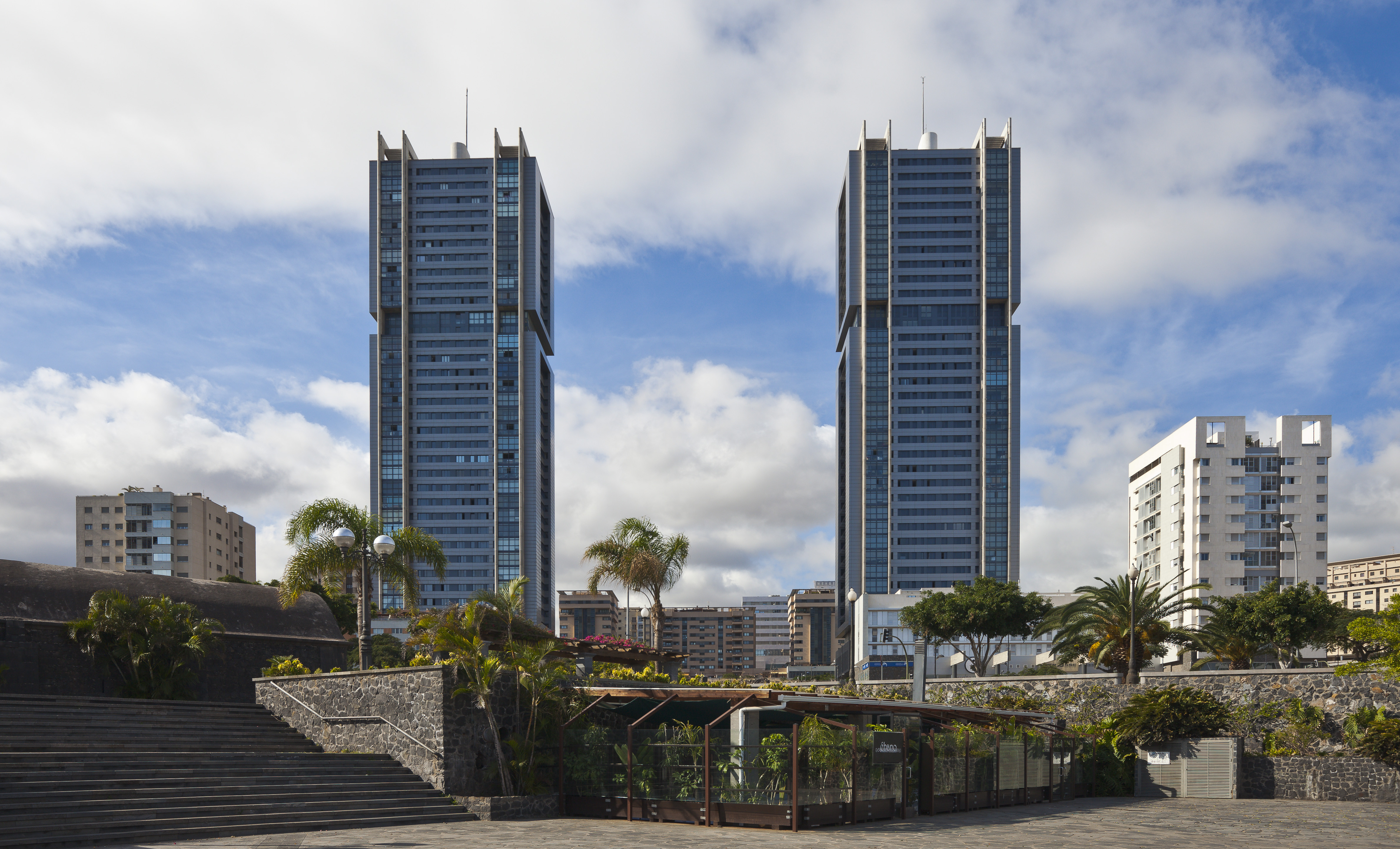